# صفرقلعه
صفرقلعه، روستایی از توابع بخش لطف‌آباد شهرستان درگز در استان خراسان رضوی ایران است.

## جمعیت
این روستا در دهستان دیباج قرار دارد و براساس سرشماری مرکز آمار ایران در سال ۱۳۸۵، جمعیت آن ۱۵۰ نفر (۴۸خانوار) بوده‌است.

## طبیعت
طبیعت عالی این روستا باعث جذب گردشگرها و توریست ها در تمام ماه های سال شده است.